# Liste des évêques d'Ambanja
La liste des évêques d'Ambanja recense les noms des évêques qui se sont succédé sur le siège épiscopal d'Ambanja à Madagascar depuis la création de la préfecture apostolique de l'Île de Mayotte, de Nossi Bé et des Comores est créée le 4 septembre 1848, par détachement de celle de Madagascar (elle est appelée aussi parfois préfecture apostolique des Petites Îles).
Elle change de dénomination le 14 juin 1938 pour devenir la préfecture apostolique d'Ambanja (après rattachement à la préfecture apostolique de la région d'Ambanja, qui dépendait auparavant du vicariat apostolique de Diégo-Suarez; avant 1938, les préfets apostoliques résidaient le plus souvent sur l'île de Nossi Bé, aujourd'hui Nosy Be; après 1938, ils transfèreront leur résidence à Ambanja). 
Elle est érigée en vicariat apostolique le 8 mars 1951, lui-même transformé en diocèse d'Ambanja (Dioecesis Ambaniaënsis) le 14 septembre 1955.
.

## Sont préfets apostoliques
- 28 septembre 1848-22 décembre 1850 : Joseph Webber[1], préfet apostolique de l'Île de Mayotte, de Nossi Bé et des Comores.
- 22 décembre 1850-1865 : Marc Finaz[2], préfet apostolique de l'Île de Mayotte, de Nossi Bé et des Comores.
- 1865-mars 1879 :  Spérat Lacomme[3], préfet apostolique de l'Île de Mayotte, de Nossi Bé et des Comores.
- mars 1879-† 20 novembre 1882 : Victor-Marie Guilloux[4], préfet apostolique de l'Île de Mayotte, de Nossi Bé et des Comores.
- ?-1886 : Julien-Alexandre Manger[5], préfet apostolique de l'Île de Mayotte, de Nossi Bé et des Comores.
- 1886-† 1891 : Jean Guilmin[6], préfet apostolique de l'Île de Mayotte, de Nossi Bé et des Comores.
- 22 mai 1892-1900 : Louis-Philippe Walter[7], préfet apostolique de l'Île de Mayotte, de Nossi Bé et des Comores.
- 29 mai 1901-† 25 juillet 1914 : François-Xavier Corbet, préfet apostolique de l'Île de Mayotte, de Nossi Bé et des Comores. Cumule cette fonction avec celle de vicaire apostolique de Madagascar Nord (puis de Diégo-Suarez à partir du 20 mai 1913).
- 25 juillet 1914-15 mai 1932 : Auguste Fortineau (Auguste Julien Pierre Fortineau), préfet apostolique de l'Île de Mayotte, de Nossi Bé et des Comores. Cumule cette fonction avec celle de vicaire apostolique de Diégo-Suarez.
- 15 mai 1932-† 1937 : Calixte Lopinot,, OFM. Cap préfet apostolique de l'Île de Mayotte, de Nossi Bé et des Comores.
- 12 novembre 1937-8 mars 1951 : Léon Messmer (Léon Adolphe Messmer), OFM. Cap, préfet apostolique de l'Île de Mayotte, de Nossi Bé et des Comores, puis d'Ambanja (14 juin 1938).

## Est vicaire apostolique
- 8 mars 1951-14 septembre 1955 : Léon Messmer (Léon Adolphe Messmer), OFM. Cap, promu vicaire apostolique.

## Sont évêques
- 14 septembre 1955-5 juin 1975 : Léon Messmer (Léon Adolphe Messmer), OFM. Cap, promu évêque.
- 5 juin 1975-8 juillet 1976 : siège vacant
- 8 juillet 1976-25 octobre 1997 : Ferdinand Botsy, OFM. Cap
- 25 octobre 1997-28 novembre 1998 : siège vacant
- 28 novembre 1998-7 décembre 2005 : Odon Razanakolona (Odon Marie Arsène Razanakolona), nommé archevêques d'Antananarivo
- 7 décembre 2005-7 novembre 2007 : siège vacant
- 7 novembre 2007-8 juillet 2019: Rosario Vella (Rosario Saro Vella), SDB, nommé évêque de Moramanga
- 8 juillet 2019 : siège vacant
- 11 novembre 2022 : Donatien Francis Randriamalala, M.S.

## Galerie de portraits

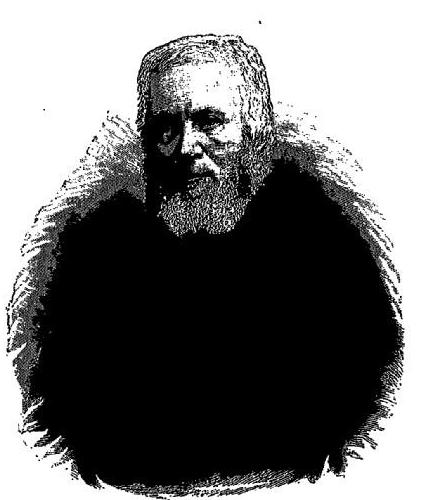
Marc Finaz (1850-1865)
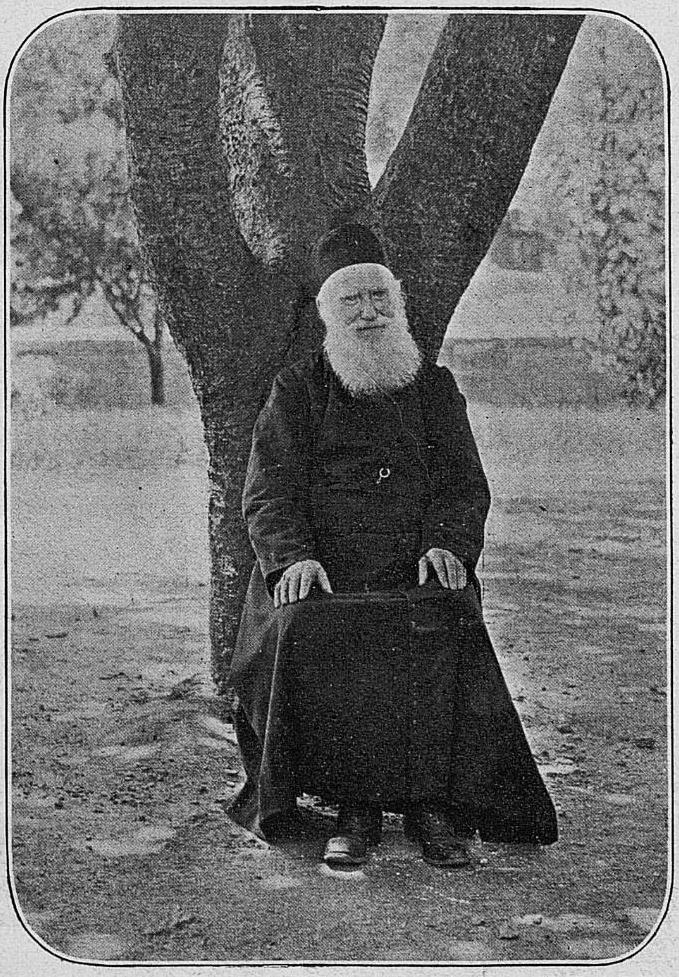
Spérat Lacomme (1865-1879)
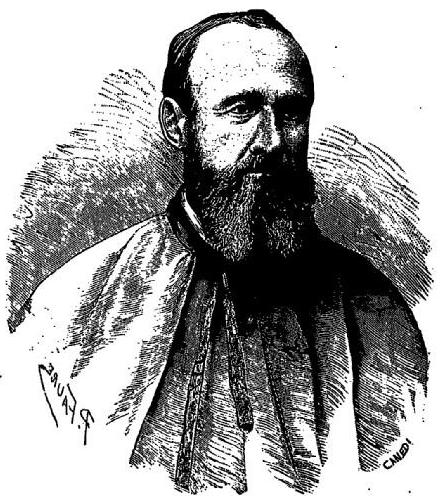
Victor-Marie Guilloux (1879-1882)

## Sources
- (en) Fiche du diocèse